# Daniela Vega

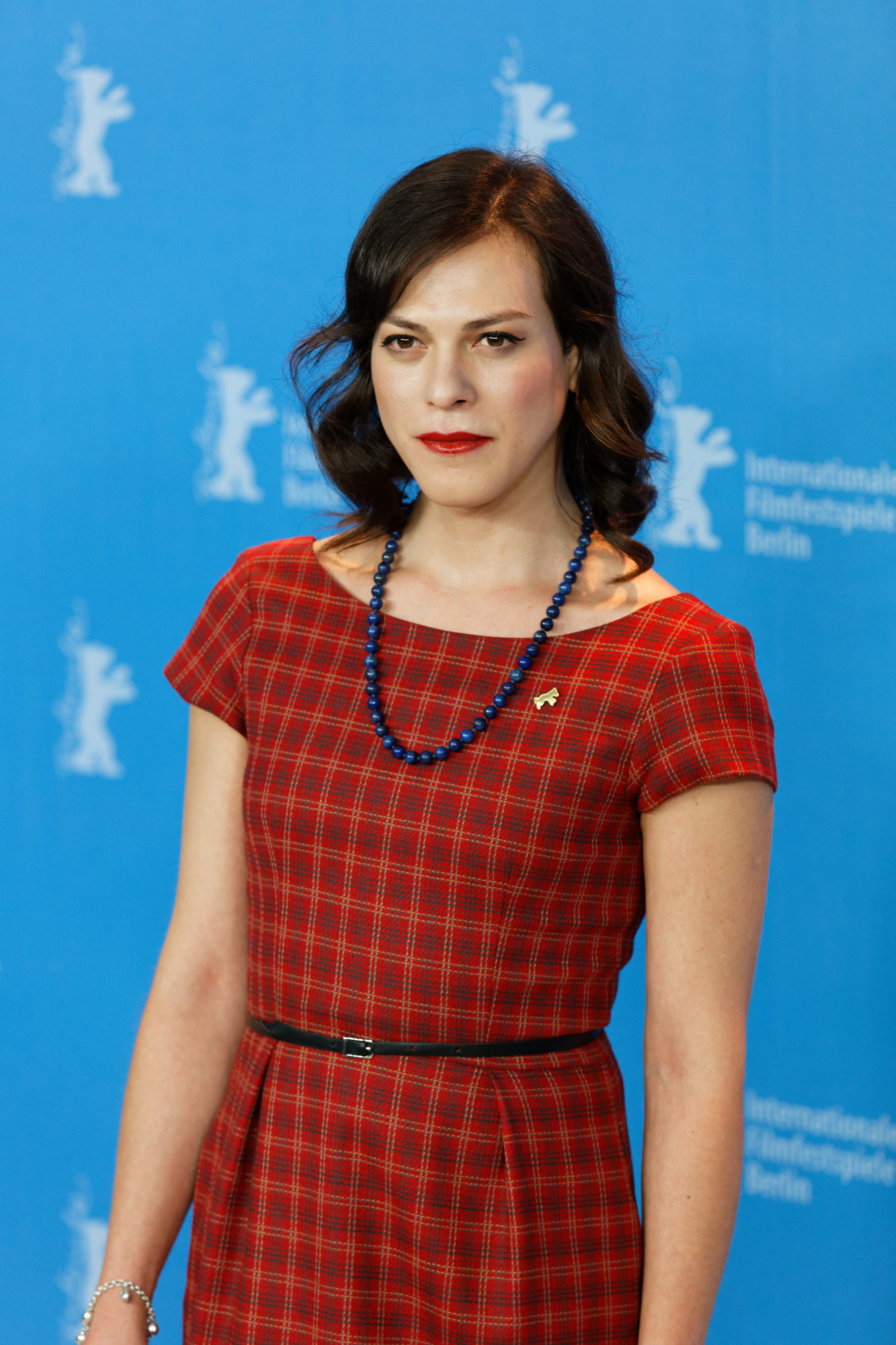
Vega während der Internationalen Filmfestspiele Berlin 2017

Daniela Vega Hernández (* 3. Juni 1989 in San Miguel) ist eine chilenische Schauspielerin und Sängerin. Große Bekanntheit erzielte sie mit der Hauptrolle in dem oscarprämierten Film Eine fantastische Frau (2017).

## Leben
Daniela Vega wurde am 3. Juni 1989 in San Miguel geboren.
Einige Jahre nach ihrer Geburt zog die Familie nach Ñuñoa in der Metropolregion Santiago. Dort kam ihr Bruder Nicolás zur Welt. Im Alter von acht Jahren entdeckte ein Lehrer ihr Talent im Operngesang. Sie trat neben ihrer Arbeit in einem Restaurant in kleinen Produktionen in Santiago auf, was ihre künstlerische Lust zunehmend weckte. In ihrer Freizeit wirkte sie zudem, ohne jegliche Schauspielausbildung, in örtlichen Theateraufführungen mit.

## Karriere
Schließlich traf sie einen Regisseur und Autor, der ihr eine Zusammenarbeit für ein Bühnenstück, hinsichtlich der Erfahrungen ihres transgeschlechtlichen Werdegangs, vorschlug. Diese Zusammenarbeit mündete in ihrem Schauspieldebüt in La mujer Mariposa (zu deutsch etwa: Die Schmetterlingsfrau), einem Drama von Regisseur Martin de la Parra. Dieses Werk, in dem sie auch die Gelegenheit erhielt, zu singen, lief acht Jahre lang in Santiago. Während dieser Zeit trat sie auch in anderen Bühnenwerken auf; hier wäre Migrante hervorzuheben, ein Stück über persönliche Veränderungen. Vega erregte Aufmerksamkeit, als sie 2014 in dem Videoclip Maria des bekannten Sängers Manuel García auftrat. Ihren ersten Fernsehauftritt hatte sie im Jahr 2015 in dem Drama La Visita (Der Gast), worin sie eine Transfrau spielt, die auf der Spurensuche nach ihrem Vater ist.
Bei den Internationalen Filmfestspielen Berlin 2017 wurde Eine fantastische Frau uraufgeführt, Regie führte Sebastián Lelio. Ein Film, der von den Kritikern für Vegas Darstellung gefeiert wurde. Eine fantastische Frau erzählt die Geschichte von Marina und Orlando, einem wesentlich älteren Mann, mit dem sie partnerschaftlich zusammenlebt und mit dem sie ihre Zukunft plant. Nachdem Orlando plötzlich stirbt, muss Marina sich den Herausforderungen und Angriffen stellen, die die Gesellschaft für sie bereithält, und zeigen was und wer sie ist: Eine fantastische Frau.
„Was ihr an filmischer Erfahrung fehlt, gleicht sie durch ein Stilgefühl aus, das sie auch in den abgründigen Momenten ihrer Figur nicht verlässt“, schreibt etwa das FAZ Feuilleton. Von anderen Publikationen wurde sie für eine Oscarnominierung für die beste Hauptdarstellerin empfohlen. Dies hatte zwar keinen Erfolg, jedoch gewann sie anlässlich des Palm Springs International Film Festival den Preis als beste Schauspielerin in einem ausländischen Film. Vega wurde 2018 auch die erste bekennende Transperson in der Geschichte des Oscars, die während einer Oscarverleihung einen Beitrag anmoderierte. Im selben Jahr folgte die Berufung in die Academy of Motion Picture Arts and Sciences, die jährlich die Oscars vergibt.
2021 wurde sie als Jurymitglied für das 37. Sundance Film Festival berufen.

## Filmografie
- 2014: La Visita
- 2017: Eine fantastische Frau (Una mujer fantástica)
- 2019: Stadtgeschichten (Fernsehserie, drei Episoden)
- 2019–2022: Die Meute (La jauría, Fernsehserie, 16 Episoden)
- 2020: Un Domingo de Julio en Santiago (2020)
- 2021: Futura
- 2022: Érase una vez... pero ya no (Fernsehserie, sechs Episoden)
- 2022: La rebelión (Fernsehserie, sechs Episoden)
- 2023: Run Over
- 2023: Die Gabe (The Power, Fernsehserie, fünf Episoden)
- 2024: Technoboys

## Preise und Nominierungen
| Jahr | Preis                                     | Nominiertes Werk       | Kategorie                                          | Ergebnis  | Einzelnachweis |
| ---- | ----------------------------------------- | ---------------------- | -------------------------------------------------- | --------- | -------------- |
| 2015 | 17èmes Rencontres du Cinéma sud-américain | La Visita              | Beste Schauspielerin                               | gewonnen  | [ 17 ]         |
| 2017 | Film Festival Lima PUCP                   | Eine fantastische Frau | Beste Schauspielerin                               | gewonnen  | [ 18 ]         |
| 2017 | Premio iberoamericano de cine Fénix       | Eine fantastische Frau | Beste Schauspielerin                               | gewonnen  | [ 19 ]         |
| 2017 | Havana Film Festival                      | Eine fantastische Frau | Beste Schauspielerin                               | gewonnen  | [ 20 ]         |
| 2018 | Palm Springs Film Festival                | Eine fantastische Frau | Beste Schauspielerin in einem fremdsprachigen Film | gewonnen  | [ 21 ]         |
| 2018 | Dorian Awards                             | Eine fantastische Frau | Beste Darstellung des Jahres – Schauspielerin      | nominiert | [ 22 ]         |
| 2018 | Dorian Awards                             | Selbst                 | Rising Star Award                                  | nominiert | [ 22 ]         |
| 2018 | International Cinephile Society Awards    | Eine fantastische Frau | Beste Schauspielerin                               | nominiert | [ 23 ]         |
| 2018 | Caleuche Awards                           | Eine fantastische Frau | Beste Hauptdarstellerin                            | gewonnen  | [ 24 ]         |